# Bob Mizer
Robert Henry Mizer (Idaho, 27 marzo 1922 – Los Angeles, 12 maggio 1992) è stato un fotografo e regista statunitense.
Divenuto uno dei massimi esponenti del beefcake, con i suoi ritratti di ragazzi muscolosi dalle pose statuarie. Nel 1945 fonda la Athletic Model Guild (AMG), uno studio fotografico dal quale nasce la rivista Physique Pictorial, una delle prime riviste rivolte ad un pubblico gay.
I suoi scatti, concentrati sulla valorizzazione della bellezza maschile, in cui venivano ritratti giovani, glabri e muscolosi ragazzi con indosso il solo perizoma, gli valsero una denuncia nel 1947 per diffusione di materiale osceno, dopo essere stato processato fu condannato a sei mesi di lavori forzati.
Mizer morì per un attacco cardiaco nel 1992, lasciando in eredità un numero indecifrato di negativi. La AMG continua tutt'oggi la sua produzione.

## Filmografia

### Regista
- 42nd Street Hood (1957) Cortometraggio
- Inquisitive Indian (1966) Cortometraggio
- Billy Boy (1970)
- 1970 Hot Summer Special (1970)
- Hardcore Film Classics: Vito & the Love Bandit (2006) Uscito in home video
- The Golden Age of the American Male (2012) Cortometraggio

### Montatore
- 42nd Street Hood (1957) Cortometraggio
- The Golden Age of the American Male (2012) Cortometraggio

### Produttore
- Billy Boy (1970)
- 1970 Hot Summer Special (1970)

### Sceneggiatore
- 1970 Hot Summer Special (1970)

### Direttore della fotografia
- I Am Curious Gay (1970)